# Pycreus sanguineosquamatus
Pycreus sanguineosquamatus är en halvgräsart som beskrevs av Van der Veken. Pycreus sanguineosquamatus ingår i släktet Pycreus och familjen halvgräs.
Artens utbredningsområde är Kongo-Kinshasa. Inga underarter finns listade i Catalogue of Life.